# 東幌糠車站
東幌糠站（日语：／ Higashi-horonuka eki */?）是位於北海道留萌市幌糠町，隸屬於北海道旅客鐵道（JR北海道）留萌本線，已廢除的鐵路車站。由於使用者稀少已於2006年3月18日廢站。
只有部份普通列車會停靠本車站。廢站時，每日來回只有各2班列車停靠。
車站名稱源自幌糠車站的東面。不過亦存在名為「東幌糠」的地方，而本車站位於幌糠。

## 歷史
- 1963年（昭和38年）12月1日 - 日本國有鐵道留萌本線峠下車站至幌糠車站之間開設東幌糠臨時車站。
- 1987年（昭和62年）4月1日 - 由於國鐵分割民營化，車站由JR北海道管理，同時升格為一般車站東幌糠站。
- 1990年（平成2年）3月10日 - 設定營業距離。
- 2006年（平成18年）
  - 3月18日 - 由於使用量過低而被廢站。
  - 7月上旬 - 拆除車站設備。

## 車站構造
廢站時為1面1線的地面車站，側式月台位於路軌的物方（增毛方向的左方），沒有轉轍器的棒線車站。亦是秘境車站之一。
由臨時車站時代開始已經是無人車站，沒有設置任何車站建築及候車室。月台往深川方向設置斜坡連接車站外的道路。
廢站後所有設施已經被移去。

## 載客量
- 1992年的每天載客量為0人。

## 車站周邊
- 國道233號（留萌國道） - 位於車站的後方。
- 北海道道801號樽真布幌糠線
- Tarumappu河（タルマップ川）
- 沿岸巴士、道北巴士「Tarumappu（タルマップ）」車站

## 相鄰車站
北海道旅客鐵道
留萌本線
峠下－東幌糠－幌糠